# Jorge Soares da Silva
Jorge Soares da Silva (Lamego, 13 gennaio 1972) è un ex calciatore portoghese, di ruolo portiere.

## Carriera

### Club
Ha sempre giocato nel campionato portoghese.

### Nazionale
Ha disputato la sua unica partita con la maglia della nazionale nel 2000.

## Statistiche

### Presenze e reti in nazionale
| Cronologia completa delle presenze e delle reti in nazionale ― Portogallo | Cronologia completa delle presenze e delle reti in nazionale ― Portogallo | Cronologia completa delle presenze e delle reti in nazionale ― Portogallo | Cronologia completa delle presenze e delle reti in nazionale ― Portogallo | Cronologia completa delle presenze e delle reti in nazionale ― Portogallo | Cronologia completa delle presenze e delle reti in nazionale ― Portogallo | Cronologia completa delle presenze e delle reti in nazionale ― Portogallo | Cronologia completa delle presenze e delle reti in nazionale ― Portogallo |
| Data                                                                      | Città                                                                     | In casa                                                                   | Risultato                                                                 | Ospiti                                                                    | Competizione                                                              | Reti                                                                      | Note                                                                      |
| ------------------------------------------------------------------------- | ------------------------------------------------------------------------- | ------------------------------------------------------------------------- | ------------------------------------------------------------------------- | ------------------------------------------------------------------------- | ------------------------------------------------------------------------- | ------------------------------------------------------------------------- | ------------------------------------------------------------------------- |
| 15-11-2000                                                                | Braga                                                                     | Portogallo                                                                | 2 – 1                                                                     | Israele                                                                   | Amichevole                                                                | -1                                                                        |                                                                           |
| Totale                                                                    |                                                                           | Presenze                                                                  | 1                                                                         |                                                                           | Reti                                                                      | -1                                                                        |                                                                           |